# 會計研究發展基金會
財團法人中華民國會計研究發展基金會，是台灣非營利組織，旨在於發展及精進中華民國會計及審計準則。成立於1984年，在財政部推動下，被指定為超然獨立的準則制定機構。

## 外部連結
- 官方网站